# 台湾犁头鳐
台湾犁头鳐（学名：Rhinobatos formosensis），又名臺灣琵琶鱝、臺灣犁頭鰩，为犁头鳐科犁头鳐属的鱼类。分布于西太平洋菲律賓、台湾、馬來西亞附近海域，深度0至119公尺。本魚體延長而平扁。吻寬短而呈三角形，眼橢圓形，瞬膜不發達。噴水孔較小型。前鼻瓣呈"人"字形突出，齒細小而多，舖石狀排列，口裂橫向，唇褶發達，鰓裂小，在胸鰭基部內側，斜向，背鰭兩個，位於尾部，第一背鰭在腹鰭基底後方；尾鰭短小，上葉較大，下葉突出，後部無缺刻，體上部褐色，吻軟骨兩側面透明，體腹面白色，體長可達73公分，棲息在沿岸沙泥底質海域，為底棲性魚類，卵胎生，肉食性，生活習性不明。该物种的模式产地在台湾。
它体长可达63公分，在1-119公尺深之浅海生活。